# Équipe d'Allemagne de Fed Cup
Pour un article plus général, voir Fed Cup.
L'équipe d'Allemagne de Fed Cup est l'équipe qui représente l’Allemagne lors de la compétition de tennis féminin par équipe nationale appelée Fed Cup (ou « Coupe de la Fédération » entre 1963 et 1994). 
Elle est constituée d'une sélection des meilleures joueuses de tennis allemandes du moment sous l'égide de la Fédération allemande de tennis.
Dans les statistiques et les palmarès de la Fédération internationale de tennis, l'équipe d'Allemagne est l'héritière de l'équipe d'Allemagne de l'Ouest.

## Résultats par année

### 1990 - 1999
- 1990 (qualifications + 5 tours, 44 équipes) : pour sa première participation, après une victoire au 1er tour contre l’Argentine, l’Allemagne s'incline au 2e tour contre les Pays-Bas.
- 1991 (qualifications + 5 tours + barrages, 56 équipes) : après une victoire au 1er tour contre la Grèce, le Canada au 2e tour et l’Italie en 1/4 de finale, l’Allemagne s'incline en 1/2 finale contre l’Espagne.
- 1992 (5 tours + barrages, 32 équipes) : après une victoire au 1er tour contre la Nouvelle-Zélande, les Pays-Bas au 2e tour, la Pologne en 1/4 de finale et les États-Unis en 1/2 finale, l’Allemagne l’emporte en finale contre l’Espagne.

| Allemagne - Espagne - 2 : 1 |                            |                                   |                |
| 1                           | Anke Huber                 | Conchita Martínez                 | 6-3, 6-70, 6-1 |
| 1                           | Steffi Graf                | Arantxa Sánchez                   | 6-4, 6-2       |
| 1                           | Anke Huber Barbara Rittner | Conchita Martínez Arantxa Sánchez | 1-6, 2-6       |

- 1993 (5 tours + barrages, 32 équipes) : après une défaite au 1er tour contre l’Australie, l’Allemagne l’emporte en play-offs contre l’Autriche.
- 1994 (5 tours, 32 équipes) : après une victoire au 1er tour contre la Colombie, la Slovaquie au 2e tour et l’Afrique du Sud en 1/4 de finale, l’Allemagne s'incline en 1/2 finale contre l’Espagne.

La compétition change de format à compter de 1995 : la Coupe de la Fédération devient Fed Cup.
- 1995 (3 tours, 8 équipes + groupe mondial II, play-offs I et II) : après une victoire en 1/4 de finale du groupe mondial contre le Japon, l’Allemagne s'incline en 1/2 finale contre l’Espagne.
- 1996 (3 tours, 8 équipes + groupe mondial II, play-offs I et II) : après une défaite en 1/4 de finale du groupe mondial contre le Japon, l’Allemagne l’emporte en play-offs I contre l’Autriche.
- 1997 (3 tours, 8 équipes + groupe mondial II, play-offs I et II) : après une défaite en 1/4 de finale du groupe mondial contre la République tchèque, l’Allemagne l’emporte en play-offs I contre la Croatie.
- 1998 (3 tours, 8 équipes + groupe mondial II, play-offs I et II) : après une défaite en 1/4 de finale du groupe mondial contre l’Espagne, l’Allemagne s'incline en play-offs I contre la Russie.
- 1999 (3 tours, 8 équipes + groupe mondial II, round robin play-offs) : l’Allemagne l’emporte en groupe mondial II contre le Japon.

### 2000 - 2009
- 2000 (round robin + 2 tours, 13 équipes) : l'Allemagne échoue dans sa qualification en round robin du groupe mondial.
- 2001 (2 tours + round robin + finale, 16 équipes + play-offs) : après un « bye » au 1er tour du groupe mondial, une défaite contre l'Argentine en 1/4 de finale, l'Allemagne échoue dans l'épreuve du round robin où elle est qualifiée grâce au forfait des États-Unis.
- 2002 (4 tours, 16 équipes + play-offs) : après une victoire au 1er tour du groupe mondial contre la Russie, l'Allemagne s'incline en 1/4 de finale contre l'Espagne.
- 2003 (4 tours, 16 équipes + play-offs) : après une défaite au 1er tour du groupe mondial contre la Slovaquie, l'Allemagne l'emporte en play-offs I contre l'Indonésie.
- 2004 (4 tours, 16 équipes + play-offs) : après une défaite au 1er tour du groupe mondial contre la France, l'Allemagne l'emporte en play-offs I contre l'Ukraine.
- 2005 (3 tours, 8 équipes + groupe mondial II, play-offs I et II) : après une victoire en groupe mondial II contre l'Indonésie, l'Allemagne l'emporte en play-offs I contre la Croatie.
- 2006 (3 tours, 8 équipes + groupe mondial II, play-offs I et II) : après une défaite en 1/4 de finale du groupe mondial contre les États-Unis, l'Allemagne s'incline en play-offs I contre la Chine.
- 2007 (3 tours, 8 équipes + groupe mondial II, play-offs I et II) : après une victoire en groupe mondial II contre la Croatie, l'Allemagne l'emporte en play-offs I contre le Japon.
- 2008 (3 tours, 8 équipes + groupe mondial II, play-offs I et II) : après une défaite en 1/4 de finale du groupe mondial contre les États-Unis, l'Allemagne s'incline en play-offs I contre l'Argentine.
- 2009 (3 tours, 8 équipes + groupe mondial II, play-offs I et II) : après une victoire en groupe mondial II contre la Suisse, l'Allemagne l'emporte en play-offs I contre la Chine.

### 2010 - 2015
- 2010 (3 tours, 8 équipes + groupe mondial II, play-offs I et II) : après une défaite en 1/4 de finale du groupe mondial contre la République tchèque, l'Allemagne s'incline en play-offs I contre la France.
- 2011 (3 tours, 8 équipes + groupe mondial II, play-offs I et II) : après une victoire en groupe mondial II contre la Slovénie, l'Allemagne l'emporte en play-offs I contre les États-Unis.
- 2012 (3 tours, 8 équipes + groupe mondial II, play-offs I et II) : après une défaite au 1er tour du groupe mondial contre la République tchèque, l'Allemagne s'incline en play-offs I contre l'Australie.
- 2013 (3 tours, 8 équipes + groupe mondial II, play-offs I et II) : après une victoire en groupe mondial II contre la France, l'Allemagne l'emporte en play-offs I contre la Serbie.
- 2014 (3 tours, 8 équipes + groupe mondial II, play-offs I et II) : après une victoire au 1er tour du groupe mondial contre la Slovaquie et l'Australie en 1/2 finale, l'Allemagne s'incline en finale contre la République tchèque.

| République tchèque - Allemagne - 3 : 1 O2 Arena, Prague, République tchèque 08 - 09 novembre, Dur (int.) |                                  |                             |                |
| 1 | Petra Kvitová                    | Andrea Petkovic             | 6-2, 6-4       |
| 1 | Lucie Šafářová                   | Angelique Kerber            | 6-4, 6-4       |
| 1 | Petra Kvitová                    | Angelique Kerber            | 7-65, 4-6, 6-4 |
| 1 | Lucie Šafářová                   | Andrea Petkovic             | Non joué       |
| 1 | Andrea Hlaváčková Lucie Hradecká | Julia Görges Sabine Lisicki | 4-6, 3-6       |

- 2015 (3 tours, 8 équipes + groupe mondial II, play-offs I et II) : après une victoire au 1er tour du groupe mondial contre l'Australie, l'Allemagne s'incline en 1/2 finale contre la Russie.
- 2016 (3 tours, 8 équipes + groupe mondial II, play-offs I et II) : après une défaite au 1er tour du groupe mondial contre la Suisse, l'Allemagne l'emporte en play-offs I contre la Roumanie.
- 2017 (3 tours, 8 équipes + groupe mondial II, play-offs I et II) : après une défaite au 1er tour du groupe mondial contre les États-Unis, l'Allemagne l'emporte en play-offs I contre l'Ukraine.
- 2018 (3 tours, 8 équipes + groupe mondial II, play-offs I et II) : après une victoire au 1er tour du groupe mondial contre la Biélorussie, l'Allemagne s'incline en 1/2 finale contre la République tchèque.

## Bilan de l'équipe
Résultats des confrontations entre l’Allemagne et ses adversaires les plus fréquents (3 rencontres minimum dans les groupes mondiaux).
| #  | Adversaires        | Rencontres | Victoires | Défaites | % victoires |
| -- | ------------------ | ---------- | --------- | -------- | ----------- |
| 1  | Espagne            | 8          | 1         | 7        | 13 %        |
| 2  | Australie          | 5          | 3         | 2        | 60 %        |
| 3  | Croatie            | 4          | 4         | 0        | 100 %       |
| 4  | Japon              | 4          | 3         | 1        | 75 %        |
| 5  | États-Unis         | 4          | 2         | 2        | 50 %        |
| 6  | République tchèque | 4          | 0         | 4        | 0 %         |
| 7  | Slovaquie          | 3          | 2         | 1        | 67 %        |
| 8  | Russie             | 3          | 1         | 2        | 33 %        |
| 9  | France             | 3          | 1         | 2        | 33 %        |
| 10 | Argentine          | 3          | 1         | 2        | 33 %        |

## Bilan des joueuses les plus sélectionnées
Ce bilan est calculé sur la base des rencontres officielles des groupes mondiaux et barrages I et II. Les rencontres des tableaux dits de « consolation » et celles par « zones géographiques » ne sont pas prises en compte. Les joueuses comptant moins de 5 sélections ne sont pas reprises dans le tableau.
| #  | Joueuses            | De   | à    | Sélections | Matchs | Victoires | Défaites | % victoires |
| -- | ------------------- | ---- | ---- | ---------- | ------ | --------- | -------- | ----------- |
| 1  | Andrea Glass        | 1998 | 2001 | 7          | 12     | 3         | 9        | 25 %        |
| 2  | Andrea Petkovic     | 2007 | 2015 | 11         | 22     | 13        | 9        | 59 %        |
| 3  | Angelique Kerber    | 2007 | 2015 | 10         | 17     | 9         | 8        | 53 %        |
| 4  | Anna-Lena Grönefeld | 2004 | 2014 | 18         | 33     | 19        | 14       | 58 %        |
| 5  | Barbara Rittner     | 1991 | 2004 | 29         | 41     | 19        | 22       | 46 %        |
| 6  | Bianka Lamade       | 2001 | 2002 | 5          | 6      | 1         | 5        | 17 %        |
| 7  | Julia Görges        | 2008 | 2015 | 12         | 17     | 8         | 9        | 47 %        |
| 8  | Martina Müller      | 2001 | 2008 | 8          | 12     | 4         | 8        | 33 %        |
| 9  | Sabine Lisicki      | 2008 | 2015 | 11         | 18     | 10        | 8        | 56 %        |
| 10 | Tatjana Maria       | 2006 | 2011 | 9          | 13     | 8         | 5        | 62 %        |